# Hauts grades maçonniques
En franc-maçonnerie, les trois premiers degrés maçonniques constituent les grades fondamentaux. La franc-maçonnerie des trois premiers grades est dite « symbolique », « bleue » ou - dans les pays de langue anglaise - « de métier » (craft masonry). À ces trois grades fondamentaux se sont ajoutés au fil du temps divers systèmes de hauts grades maçonniques (nommés « side degrees » en anglais) facultatifs, pratiqués dans des ateliers dits de perfectionnement ou dans des chapitres. 

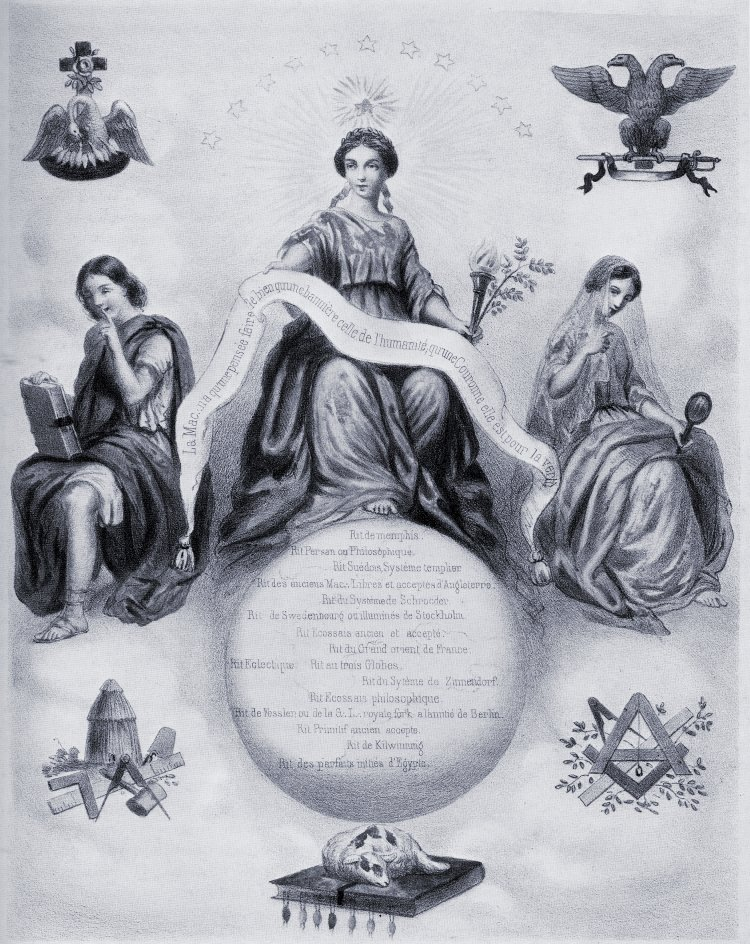

## Histoire
Pour un article plus général, voir Grade maçonnique.

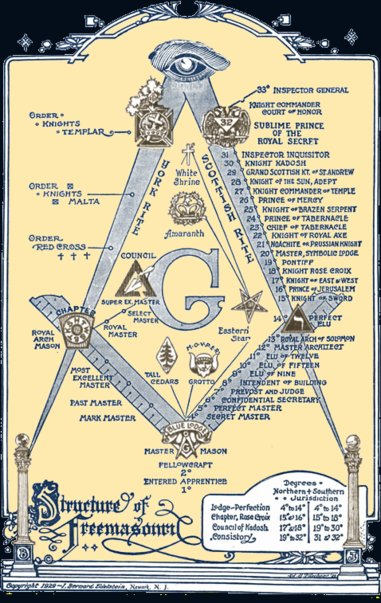

La franc-maçonnerie des tout débuts ne comptait que deux grades : celui d'apprenti (Entered Apprentice) et celui de compagnon (Fellow Craft).  Le troisième degré, celui de maître, est apparu plus tardivement, vers 1725, à Londres.
À partir des années 1730, différents auteurs, pour la plupart en France et en Angleterre, écrivirent des rituels pour de nombreux grades additionnels censés continuer et enrichir la mythologie des trois premiers. Ainsi, des frères fondent des « ateliers supérieurs » où sont pratiqués les nouveaux rituels proposant au maître maçon, au-delà des trois premiers degrés, la poursuite de son cheminement spirituel et moral. Les historiens dénombrent plus d'une centaine de grades additionnels dans les années 1760. 
Tous ces grades peuvent se regrouper en un nombre plus restreint de thèmes. C'est ainsi que se construisirent, à la suite de la légende d'Hiram (3e degré, maître maçon), différentes séries de grades (grades de vengeance, grades chevaleresques, etc.) en un tout progressif et cohérent, les principaux rites maçonniques à la fin du XVIIIe siècle et au début du XIXe siècle. 
Par la suite, de nouveaux « hauts grades », parfois structurés en « rites » indépendants, parfois intégrés dans des rites existants, ont continué à être rédigés, mais à un rythme beaucoup moins soutenu. 
Au début du XXIe siècle, nous pouvons observer un nombre total de degrés variable selon les rites : 
- Rite français (RF) : 7 degrés, dont 3 symboliques et 4 philosophiques, plus un administratif hors de l'échelle des degrés ;
- Rite écossais ancien et accepté (REAA) : 33 degrés ;
- Rite écossais rectifié (RER) : 6 degrés ;
- Rites maçonniques égyptiens : 33, 90 ou 99 degrés ;
- Rite d'York : 12 ou 13 degrés selon les pays.

## Pratique
Les loges qui pratiquent les « hauts grades » sont  distinctes des loges des trois premiers degrés. Elles ont différents noms, variables selon les grades qu'elles confèrent, mais sont aussi désignées sous le terme générique d'« ateliers supérieurs » ou « ateliers de perfectionnement ».En règle générale, ces loges sont regroupées dans des ensembles distincts des obédiences (grandes loges ou grands orients) qui fédèrent les loges des trois premiers degrés.